# Knud Holmboe
Pour les articles homonymes, voir Holmboe.
Knud Valdemar Gylding Holmboe, né à Horsens au Danemark le 22 avril 1902 et mort à Aqaba en Jordanie le 13 octobre 1931, est un journaliste, explorateur et écrivain danois. Converti à l'islam en Afrique du Nord, il voyagea principalement au Maroc afin d'apprendre l'arabe et approfondir ses connaissances religieuses.
Knud Holmboe est le frère aîné du compositeur danois Vagn Holmboe.

## Les premiers voyages
De 1925 à 1927, il parcourt la Turquie, la Syrie, la Palestine, l'Irak et la Perse. Il assiste aux bouleversements du Moyen-Orient et envoie au Danemark des reportages sur les atrocités qui y ont lieu.
En 1927, il entreprend un voyage dans les pays des Balkans, notamment en Albanie où il est témoin de la brutalité des soldats italiens envers les populations musulmanes. Knud Holmboe relate notamment la pendaison d'un prêtre catholique albanais, ce qui suscita la colère de l'Italie contre lui.
De retour au Danemark, il obtient un poste de rédacteur en chef d'un journal à Aarhus, mais décide en 1929 de partir au Maroc, où il se convertit à l'islam et prend le nom d'Ali Ahmad al-Gheseiri, avec sa femme Noura et leur petite fille Aïcha,.

## Voyage au Sahara et assassinat

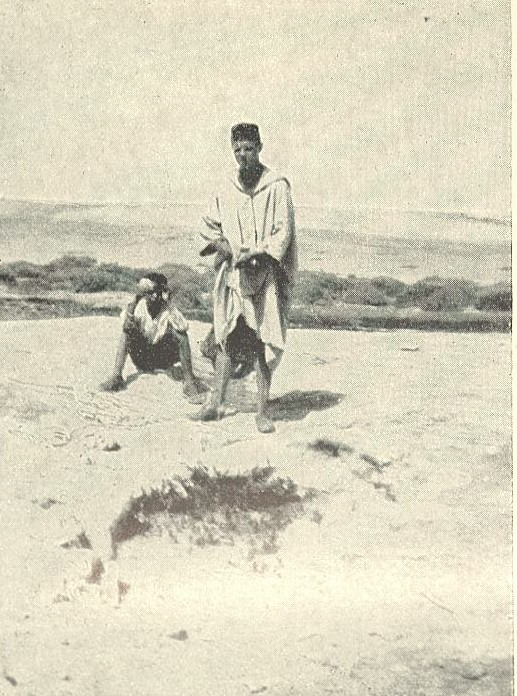
Knud Holmboe et le jeune Mohamed à Bir Merduma, 1930

En 1931, il entame un long voyage à travers le Sahara où il rencontre les peuples et les civilisations. Il publie un livre, Desert Encounter, qui est aussitôt interdit dans l'Italie fasciste qui le juge trop critique à l'égard de sa politique en Libye.
Il entreprend la même année le pèlerinage à La Mecque.
Il meurt assassiné à Aqaba, en Jordanie, dans des circonstances obscures sans que personne découvre le coupable, ni même son corps jamais retrouvé. Selon certaines sources, il aurait été tué à la demande du gouvernement italien, mais cette hypothèse n'a jamais été vérifiée.
En 1936, est publié à Londres son Voyage aventureux à travers l'Afrique italienne, George G. Harrap.

## Galerie

Photographies de Knud Holmboe
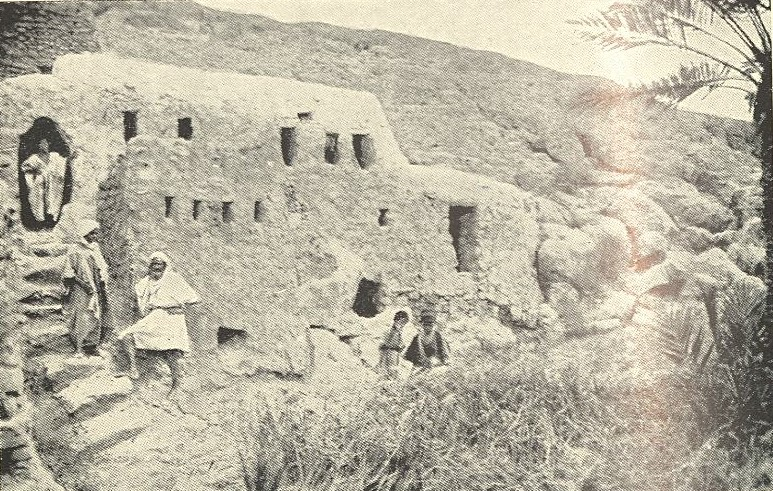
Caves des montagnes du Sahara, 1930
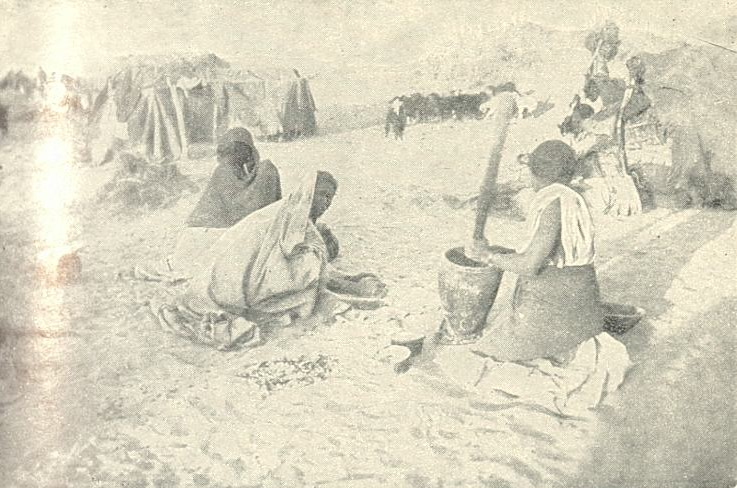
Fabrication du beurre par des Bédouines, 1930
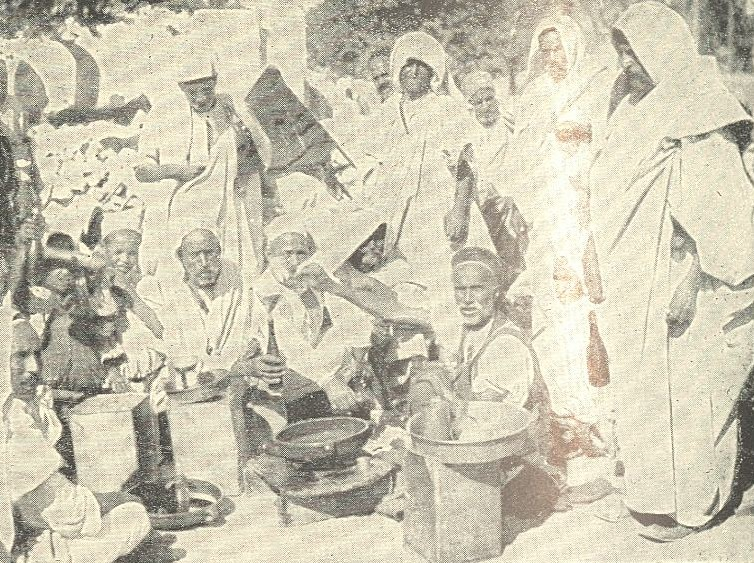
Marché à Touggourt (Algérie), 1930
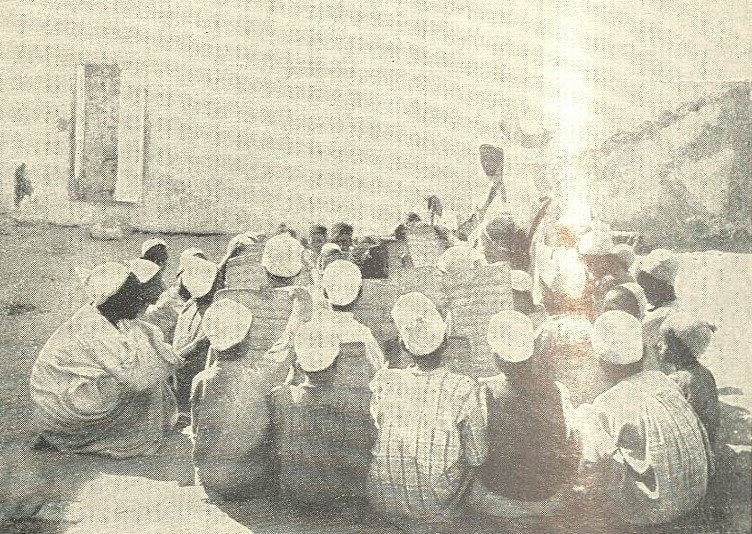
Éducation islamique, 1930
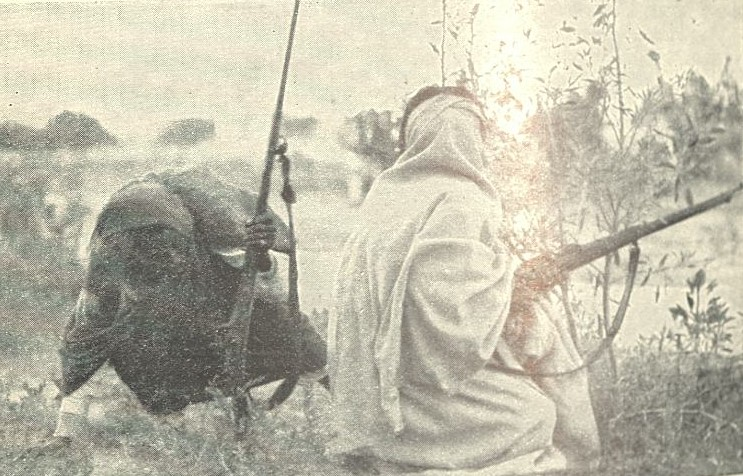
Bédouins combattant les Erythréens, 1930
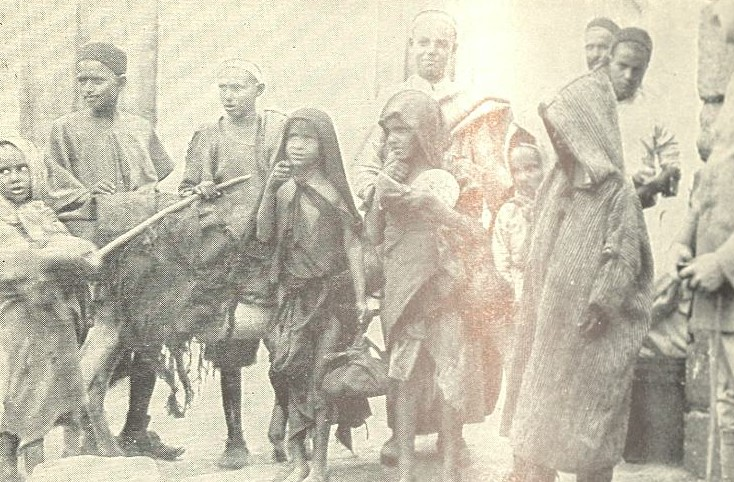
Orphelins de guerre, Benghazi (Libye), 1930
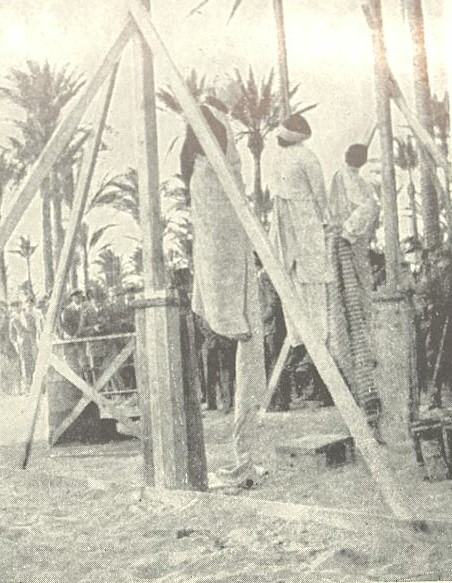
Exécution quotidienne à Benghazi, 1930
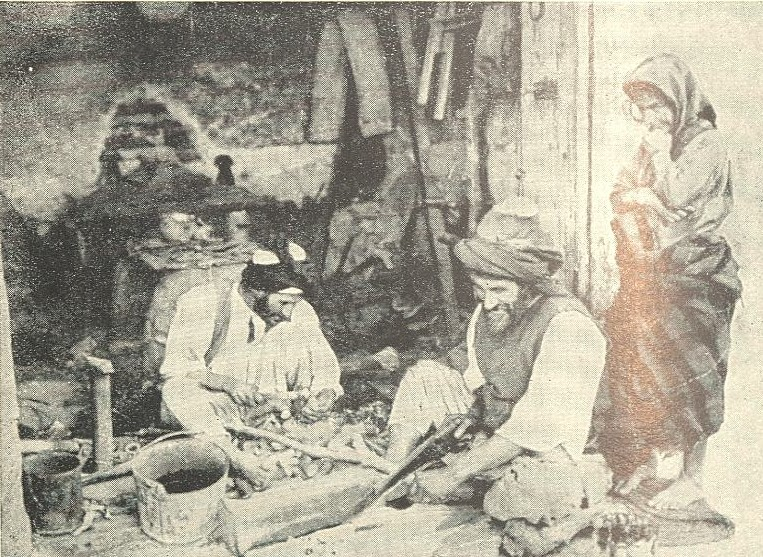
Juifs du mellah de Tripoli (Libye), 1930

## Source
- (en) Cet article est partiellement ou en totalité issu de l’article de Wikipédia en anglais intitulé « Knud Holmboe » (voir la liste des auteurs).

- (da) Cet article est partiellement ou en totalité issu de l’article de Wikipédia en danois intitulé « Knud Holmboe » (voir la liste des auteurs).